# Мара Вілсон
Мара Елізабет Вілсон (англ. Mara Elizabeth Wilson; нар. 24 липня 1987, Бербанк, Каліфорнія, США) — американська актриса і письменниця, найбільш відома за своїми ролями в дитинстві в таких фільмах як «Місіс Даутфайр», «Чудо на 34-й вулиці» та «Матильда». Вілсон взяла 12-річну перерву після останнього фільму, щоб зосередитися на написанні. Вона повернулася до акторської діяльності у 2012 році й переважно працювала в веб-серіалах.

## Раннє життя
Мара Елізабет Вілсон народилася в Бербанку, штат Каліфорнія, 24 липня 1987 року. Вона є старшою донькою волонтерки школи Бербанка Сьюзі Вілсон та інженера KTLA Майка Вілсона. Батьки познайомилися при навчанні у Північно-Західному університеті, мати родом із передмістя Чикаго Нортбрука. Вілсон була вихована єврейкою, але стала атеїсткою, коли їй було 15 років. Має трьох старших братів, на ім'я Денні, Джон і Джоел і молодшу сестру, на ім'я Анна. Вона є двоюрідною сестрою політичного коментатора та медіаведучого Бена Шапіро, але відмовилася від нього через розбіжності, пов'язані з його консервативними поглядами та її протилежними прогресивними переконаннями. Зараз не мають контакту один з одним.
10 березня 1995 року у матері Вілсон діагностували рак молочної залози і вона померла 26 квітня 1996 року. Її пам'яті присвятили фільм «Матильда». Пізніше Вілсон згадувала, що це вплинуло на її пристрасть до акторської майстерності. У 12 років Вілсон поставили діагноз ОКР. У неї також діагностували РДУГ. Вона відвідувала Академію мистецтв в Айділвайлді, Каліфорнія. Після закінчення школи у 2005 році вона переїхала до Нью-Йорка, щоб продовжити навчання в Школі мистецтв Тіша Нью-Йоркського університету, яку закінчила у 2009 році. Вона з'явилася у своєму власному шоу під назвою «Warn't You That Girl?» під час навчання в коледжі.

## Кар'єра
Коли Вілсон було п'ять, вона зацікавилася акторською майстерністю після того, як подивилася, як її старший брат Денні з'явився в телевізійній рекламі. Її батьки спочатку не поділяли її захоплення, але зрештою дозволили їй зніматися. Після появи в кількох рекламних роликах таких компаній, як Lunchables, Bank of America, Texaco та Marshalls, її запросили на прослуховування для комедійного фільму «Місіс Даутфайр» . Продюсери були вражені й дали їй роль Наталі Гіллард. Наступного року вона з'явилася в рімейку фільму «Чудо на 34-й вулиці».
У 1994 році Вілсон отримала повторювану роль Ніккі Петрової на «Melrose Place» і зіграла Барбару Бартон у телевізійному фільмі A Time to Heal. Вона заспівала пісню «Make 'Em Laugh» на 67-й церемонії вручення премії «Оскар» 27 березня 1995 року з Тімом Каррі та Кеті Наджімі. У 1995 році вона отримала нагороду ShoWest як молода зірка року.
Робота Вілсон в кіно привернула увагу Денні Де Віто, і її взяли на роль головної героїні Матильди Вормвуд у фільмі 1996 року «Матильда». Вона була номінована на три нагороди за свою гру, вигравши премію YoungStar за найкращу роль молодої актриси в комедійному фільмі. У 1997 році вона зіграла у фільмі «Просте бажання» разом з Мартіном Шортом. Хоча Вілсон була номінована на три нагороди, фільм отримав переважно негативні відгуки критиків.
У 1998 році Вілсон невдало пройшла прослуховування для рімейку діснеївської «Пастки для батьків» 1998 року, але роль була віддана Ліндсі Лохан, оскільки її визнали занадто молодою. У 1999 році вона зіграла Віллоу Джонсон у фільмі 1999 року «Чудовий світ Діснея» під назвою «Ферма повітряних куль», заснованому на художній книзі.
У 2000 році Вілсон знялася у фантастичному фільмі «Томас і чарівна залізниця», який став її останнім фільмом. Незабаром після цього вона пішла з кіно. Вона отримала сценарій для фільму «Донні Дарко» 2001 року, але відмовилася прослуховуватися для фільму. Після відходу від кіноакторства вона почала грати на сцені. До її театральних робіт входять «Сон в літню ніч» і «Попелюшку». Вона також знімалася у своїх власних шоу «Warn't You That Girl?» і «Чого ти боїшся?».
У 2012 році Вілсон ненадовго з'явилася в одному епізоді веб-серіалу «Пропущений зв'язок» у ролі Бітті та в інтернет-шоу «Той хлопець в окулярах». Того року вона пояснила, чому кинула зніматися в кіно: «Зніматися в кіно не дуже весело. Робити одне й те саме знову і знову, поки, на думку режисера, ви не „розберетеся правильно“, не дає особливої творчої свободи. Найкращі часи, що я переживала на знімальних майданчиках, були коли режисер дозволяв мені висловлюватися, але це було рідко».
З 2013 року працювала в Publicolor. Її п'єсу «Шіпл» було поставлено у 2013 році для Нью-Йоркського міжнародного фестивалю Fringe. У грудневому інтерв'ю Вілсон заявила, що її акторські дні в кіно закінчилися і що вона натомість зосередилася на письменництві. Її книга «Where Am I Now?: True Stories of Girlhood and Accidental Fame» була опублікована 13 вересня 2016 року.
Вілсон має постійну роль у подкасті Welcome to Night Vale як «Безлика стара жінка, яка таємно живе у вашому домі», а також її власне оповідальне шоу під назвою «Чого ти боїшся?» У 2016 році вона ненадовго повернулася на телебачення в серіалі «Місіс Даутфайр». Того ж року вона також озвучила Джилл Пілл у 3 сезоні «Коня БоДжека». Вона озвучила Лів Амару/Діан «Ді» Амару у «Big Hero 6: The Series».
В інтерв'ю NPR у 2017 році акторка озвучування «Сімпсонів» Ненсі Картрайт заявила, що молода Вілсон був джерелом натхнення для голосу персонажа в епізоді «Барт продає свою душу».

## Благодійна робота
У 2015 році Вілсон співпрацювала з некомерційною організацією Project UROK, місією якої є допомога підліткам із психічними захворюваннями.

## Особисте життя
Станом на 2013 рік Вілсон проживає в районі Квінз у Нью-Йорку. Після теракту в нічному гей-клубі в Орландо в червні 2016 Мара у своєму Twitter-акаунті зізналася в бісексуальній орієнтації.
У 2015 році Вілсон з'явилася у відео благодійної організації з питань психічного здоров'я Project UROK, в якому вона розповідала про психічні захворювання, які вона пережила, включаючи тривогу, депресію та ОКР. Вона також обговорила свою історію психічних захворювань у подкасті Пола Гілмартіна «Щаслива година психічних захворювань».
У 2017 році в журналі Elle Вілсон стала на захист 13-річної актриси Міллі Боббі Браун після того, як коментатори почали сексуалізувати її образ.
Станом на 2013 рік Вілсон проживає в Квінсі, Нью-Йорк.

## Фільмографія
| рік  | Назва                     | Роль                   | Примітки           |
| ---- | ------------------------- | ---------------------- | ------------------ |
| 1993 | Місіс Даутфайр            | Наталі «Нетті» Гіллард |                    |
| 1994 | Чудо на 34-й вулиці       | Сьюзен Вокер           |                    |
| 1994 | Час для лікування         | Барбара Бартон         | Телевізійний фільм |
| 1996 | Матильда                  | Матильда Полин         |                    |
| 1997 | Просте бажання            | Анабель Грінінг        |                    |
| 1999 | Ферма повітряних куль     | Віллоу Джонсон         | Телевізійний фільм |
| 2000 | Томас і чарівна залізниця | Лілі Стоун             |                    |
| 2015 | Біллі Боб Джо             | сама себе              | [ 42 ]             |

### Телебачення
| рік        | Назва                   | Роль                              | Примітки                  |
| ---------- | ----------------------- | --------------------------------- | ------------------------- |
| 1993       | Район Мелроуз           | Ніколь «Ніккі» Петрова            | 5 серій                   |
| 1996       | Перлина                 | Саманта Стайн                     | Епізод: «Репетитор»       |
| 1999       | Бетмен майбутнього      | Тамара Колдер (голос)             | Епізод: «Ігри розуму»     |
| 2016       | Брод Сіті               | Офіціантка                        | Епізод: «Burning Bridges» |
| 2016       | Кінь БоДжек             | Джилл Пілл (голос)                | 4 серії, 3 сезон          |
| 2018― 2019 | Великий герой 6: серіал | Лів Амара/Діан «Ді» Амара (голос) | Повторювані               |

### Інтернет
| рік        | Назва                                                     | Роль                                        | Примітки                                                                              |
| ---------- | --------------------------------------------------------- | ------------------------------------------- | ------------------------------------------------------------------------------------- |
| 2012       | Критик ностальгії                                         | себе                                        | Епізод: «Просте бажання»                                                              |
| 2012       | Курча Ностальгії                                          | себе                                        | Епізод: «Матильда», також письменник                                                  |
| 2012       | Демо ролик                                                | дружина Донні Дюпре (голос)                 | Епізод: « Загублені в перекладі (Bromance Version)»                                   |
| 2012       | Замовкни і говори                                         | себе                                        | Епізод: «Гість: Мара Вілсон»                                                          |
| 2012       | Пропущене з'єднання                                       | Маленький                                   | Епізод: «Погані побачення»                                                            |
| 2013       | Ласкаво просимо до Night Vale                             | Faceless Old Woman (голос)                  | 10 серій                                                                              |
| 2014       | Кіт і дівчина                                             | себе                                        | Епізод: «2002: Сиськи»                                                                |
| 2014       | Курча Ностальгії                                          | себе                                        | Епізод: «Ностальгічна їжа минулого»                                                   |
| 2014       | Розумні дівчата Емі Полер                                 | себе                                        | Епізод: «The In Too Steep Tea Party»                                                  |
| 2014       | Maven of the Eventide                                     | себе                                        | Відеоблоги Pumpktoberfest, серії 5 і 12                                               |
| 2014       | Я навіть не маю телевізора                                | себе                                        | Епізод: «016 — Прихована концепція (з Марою Вілсон)»                                  |
| 2015       | Кіт і дівчина                                             | себе                                        | Епізод: «2147: Gang Dick»                                                             |
| 2015       | Хлопці Гілмор                                             | себе                                        | Епізод 4.21                                                                           |
| 2015       | Це Шоу з Денні                                            | себе                                        | Епізод: «117: The One with Mara Wilson»                                               |
| 2015, 2017 | Я навіть не маю телевізора                                | себе                                        | Епізоди: «026: Зрадливе кохання (з Марою Вілсон)», «081: Я з групою (з Марою Вілсон)» |
| 2016       | Mouth Time з редуктором                                   | Рут Хорген                                  | Mouth Time НАЖИВО! З Марою Вілсон                                                     |
| 2019       | Список пасажирів                                          | Н/Д                                         | Сценарист «Кіберпростору» (епізод 5)                                                  |
| 2020       | Збіса Бос                                                 | Пані. Mayberry (голос)                      | Епізод: «Сім'я вбивць»                                                                |
| 2020       | Наш фільм про попкорн Антиутопія — ще кілька новин: фільм | Матильда Коді                               | Веб-фільм                                                                             |
| 2020       | Ток-шоу Джорджа Лукаса                                    | себе                                        | Нехай AR Be LI$$ You Arli$$ збирає кошти на марафон; Свято Джорджа Лукаса             |
| 2021       | Ти хороший                                                | себе                                        | Епізод: Фокус-покус із Марою Вілсон                                                   |
| 2022       | Ollie & Scoops                                            | Клаудія Грімсон / The Creepy Girl (озвучка) | 2 епізоди (№ 9 «Відео Вінні» та № 10 «Ніч у Клаудії»)                                 |

### Сценічні ролі
- Сон в літню ніч (2004)
- Попелюшка (2005)
- Хіба ти не була тією дівчиною? (2009)
- Чого ти боїшся? (2014)

## Нагороди та номінації
| рік  | Організація      | Нагорода                                                                        | Робота                    | Результат |
| ---- | ---------------- | ------------------------------------------------------------------------------- | ------------------------- | --------- |
| 1995 | ShoWest          | Молода зірка року                                                               |                           | Перемога  |
| 1996 | YoungStar Awards | Найкраща гра молодої актриси в комедійному фільмі                               | Матильда                  | Перемога  |
| 1996 | Молодий актор    | Найкраща гра в повнометражному фільмі — Виконання головної молодої жіночої ролі | Матильда                  | Номінація |
| 1996 | Сатурн           | Найкраща роль молодого актора чи акторки                                        | Матильда                  | Номінація |
| 1997 | YoungStar Awards | Найкраща гра молодої актриси в комедійному фільмі                               | Просте бажання            | Номінація |
| 1997 | Молодий актор    | Найкраща гра в повнометражному фільмі — Виконання головної молодої жіночої ролі | Просте бажання            | Перемога  |
| 1997 | Сатурн           | Найкраща роль молодого актора чи акторки                                        | Просте бажання            | Номінація |
| 2000 | YoungStar Awards | Найкраща молода актриса в комедійному фільмі                                    | Томас і чарівна залізниця | Номінація |
| 2000 | Молодий актор    | Найкраща гра в повнометражному фільмі — Виконання головної молодої жіночої ролі | Томас і чарівна залізниця | Номінація |